# Yeoman (Indiana)
Pour les articles homonymes, voir Yeoman (homonymie).
Yeoman est une municipalité américaine située dans le comté de Carroll en Indiana.
Lors du recensement de 2010, sa population est de 139 habitants. La municipalité s'étend alors sur une superficie de 0,12 mille carré (0,31 km2).
Le chemin de fer atteint la localité en 1878 ; sa construction est alors supervisée par des personnes nommées Lennox et Yeoman. L'ouest de la ville et sa gare adoptent le nom de Lennox tandis que l'est de la ville et son bureau de poste portent le nom de Yeoman.